# Actio libera in causa
Actio libera in causa (łac. „działanie wolne w przyczynie”) – jedna z proponowanych konstrukcji regulacji ograniczonej poczytalności w prawie karnym. Zgodnie z nią osobie, która wprawiła się w stan nietrzeźwości lub odurzenia w celu popełnienia przestępstwa, można przypisać winę za to przestępstwo, mimo iż w momencie popełniania przestępstwa znajdowała się w stanie ograniczonej poczytalności.
Konstrukcja ta była krytykowana, ponieważ zakładała realizację przez sprawcę w stanie ograniczonej poczytalności tego, co zamierzał będąc poczytalny.
Konstrukcja actio libera in causa występowała m.in. w polskim Kodeksie karnym z 1932.